# (28592) O'Leary
(28592) O'Leary est un astéroïde de la ceinture principale.

## Description
(28592) O'Leary est un astéroïde de la ceinture principale. Il fut découvert le 11 mars 2000 à Socorro (Nouveau-Mexique) par le projet LINEAR. Il présente une orbite caractérisée par un demi-grand axe de 2,52 UA, une excentricité de 0,15 et une inclinaison de 2,3° par rapport à l'écliptique.

## Compléments